# Leandro Depetris
Leandro Depetris (Rafaela, Argentina, 24 de enero de 1988) es un exfutbolista argentino. Se desempeñaba como mediocampista ofensivo y su último equipo fue Brown de San Vicente de la Liga Rafaelina de Fútbol.

## Inicios
Surgido de las inferiores de Brown de San Vicente, Leandro recala en las juveniles de Newell's Old Boys de Rosario, donde se destacaba por su habilidad y velocidad con la pelota dominada, además de la facilidad con la que se sacaba jugadores de encima. Sus características llamaron la atención de AC Milan quien lo incorpora a su institución a la edad de 11 años. El club italiano se lo había llevado mediante la patria potestad. Después de tres temporadas en el conjunto italiano, debido a problemas contractuales, se desvinculó del club y regresó a su país natal para formar parte de la novena división de River Plate.
A los 16 años abandonó el conjunto rossonero y regresó a la Argentina para jugar en las inferiores de River. La suerte no cambió en Nuñez, lo que motivó su nuevo regreso al Viejo Continente. Completó su formación en el Brescia, club en el que tampoco pudo debutar en Primera. En ese momento de incertidumbre, apareció Independiente y apostó por el joven de 20 años.
Sus primeros y últimos minutos fueron en el Clausura 2009 por la fecha 14. El Tolo Gallego lo puso en cancha cuando su equipo perdía cuatro a cero y la paciencia de los hinchas no daba para más. No justificó la tanta expectativa que se había puesto en él y en los 35 minutos disputados se ganó la tarjeta amarilla. El partido terminó 1-5 en Avellaneda ante Estudiantes de La Plata.
Luego regresó a Italia donde integró formación en varios equipos del ascenso italiano (Gallipoli, Union Clodiense Chioggia, Sanremese Calcio, Delta Porto Tolle y Triestina) y varios otros del ascenso argentino (Sportivo Belgrano, Alvarado, Tiro Federal (Rosario), Sportivo Patria, Trebolense (Santa Fe) y Brown de San Vicente) donde finalmente terminó su carrera deportiva.

## Actualidad
Para el inicio del año 2019 vuelve al club que lo vio nacer y donde realizó sus primeros pasos en el mundo del fútbol, Brown de San Vicente, para disputar la Liga Rafaelina de Fútbol. 
El viernes 22 de abril de 2022, por la 4.ª Fecha del Torneo Apertura de la Primera A de la Liga Rafaelina y por la Zona A, la Verde visitó a Deportivo Ramona, empatando 2 a 2. Depetris fue expulsado, siendo su último partido oficial.

Ya retirado del fútbol, a los 35 años, vive en San Vicente, tiene dos hijas (Ilaria y Federica) y dos trabajos: es entrenador en las categorías formativa del Club Atlético Brown y profesor de italiano en un taller de la municipalidad de San Vicente.

## Clubes
| Club                     | País      | Año       |
| ------------------------ | --------- | --------- |
| Brescia                  | Italia    | 2005-2008 |
| Independiente            | Argentina | 2008-2009 |
| Gallipoli                | Italia    | 2009-2010 |
| Union Clodiense Chioggia | Italia    | 2010      |
| Sanremese Calcio         | Italia    | 2010-2011 |
| Sportivo Belgrano        | Argentina | 2011-2012 |
| Delta Porto Tolle        | Italia    | 2012-2014 |
| Triestina                | Italia    | 2014      |
| Alvarado                 | Argentina | 2014-2015 |
| Tiro Federal (Rosario)   | Argentina | 2015-2016 |
| Sportivo Patria          | Argentina | 2016      |
| Trebolense (Santa Fe)    | Argentina | 2017-2019 |
| Brown de San Vicente     | Argentina | 2019-2022 |

## Estadísticas
- Datos: Q10423066